# Бруно Лауці
Бруно Лауці (італ. Bruno Lauzi, нар. 8 серпня 1937, Асмера, Еритрея — пом. 24 жовтня 2006, Песк'єра-Борромео, Італія) — італійський кантауторе, композитор, поет, письменник та артист кабаре.
Опублікував 32 альбоми.

## Біографія
Бруно Лауці народився 8 серпня 1937 року в Асмарі, столиці тодішньої італійської колонії Еритрея у східній Африці. Дитинство прові у Генуї і згодом вважається, поряд із Фабріціо Де Андре (Fabrizio De André), Умберто Бінді (Umberto Bindi), Луїджі Тенко (Luigi Tenco) та Джіно Паолі (Gino Paoli), одним з засновників і найвизначніших представників так званої Генуезької Школи кантауторів (scuola genovese dei cantautori).
Артистичні нахили Лауці виявились досить рано. У п'ятидесяті роки, разом з Луіджі Тенко, товаришем по гімназійній лаві, з яким Бруно поділяв захоплення музичними стрічками та джазом, він створює музичний гурт і починає писати власні твори.
У 1960 році Джорджо Габер (Giorgio Gaber) записує сорокоп'ятку з піснею «Bella», яка стала дебютом Бруно Лауці як автора.
Початок його кар'єри як кантауторе припадає на 1962 рік: під псевдонімом Міґуеле та і Каравана (Miguel e i Caravana) він записує дві пісні на генуезькому діалекті (граючись у них спізвучностями між бразильською португальською та цим діалектом), а також пісню «O frigideiro». Ці твори мали достатній успіх, щоб відчинити перед ним двері кабаре. Його запрошують у «Derby Club di Milano» задля постановки декількох вистав.
Однак успіх під його справжнім ім'ям йому приносить низка пісень: «Ti ruberò», «Margherita», «Viva la libertà», «Ritornerai» та «Il poeta». Пісні створені у 1963 році й визнані критикою як зразки Генуезької школи; записані Джіно Паолі (Gino Paoli).
У 1965 році він бере участь у Фестивалі Санремо з піснею «Il tuo amore». Цей, просякнутий французькими барвами, вальс було проігноровано журі і не допущено до фіналу. Це була єдина спроба особистої участі у «Санремо».
Незрідка Лауці чергує потік романтичних пісень піснями гумористичними на кшталт вже згаданої «O frigideiro» та «Garibaldi blues». Цей аспект його таланту принесе йому у подальшому співпрацю з комедійними акторами Ліно Тоффоло (Lino Toffolo) та Енцо Джанначчі (Enzo Jannacci). З ними він пише багато пісень, серед яких «Il metrò» та «Ragazzo padre».
У 1970 році Бруно починає співпрацю з Моголом (Mogol) та Лучо Баттісті (Lucio Battisti), які залучають його до своєї студії грамзапису «Нумеро уно» (Numero Uno). Тут було записано ряд успішних творів, серед яких «Mary oh Mary», «E penso a te», «Amore caro, amore bello, L'aquila» та «Un uomo che ti ama». На «Numero uno» він знайомиться з молодим неаполітанським кантауторе Едоардо Беннато (Edoardo Bennato), з яким пише «Lei non è qui… non è là».
У сімдесятих роках Лауці є серед найпомітніших осіб розважальних передач перших приватних телевізійних компаній. На каналі «Telebiella» він веде програму, присвячену історії пісні. Його діяльність на цій невеличкій п'ємонтській станції має відгук у національній пресі.
В останні роки життя, незважаючи на страждання викликані хворобою, що його вразила (важка форма хвороби Паркінсона) Лауці зберігає непорушним своє надзвичайне натхнення. У цій сфері він просуває різноманітні ініціативи щодо збору коштів на дослідження та допомогу хворим на паркінсонізм, публікує спеціально присвячені диски та поезії.
У червні 2005 року вийшов його роман під курйозною назвою «Казус полірованого грейпфрута» («Il caso del pompelmo levigato») — видавництво Бомпіані (Bompiani).
У 2006 році Лауці взяв участь у підготовці диска-присвяти П'єранджело Бертолі (Pierangelo Bertoli), де виконує «Sera di Gallipoli».
У квітні 2006 році у Бруно Лауці було виявлено рак печінки, а 24 жовтня того ж року він помер.
Його імені була присвячена Премія Тенко (Premio Tenco) 2006 року.

## Політичні уподобання
Лауці завжди був антиконформістом, йшов проти течії як у політиці, про що у останні роки любив писати у Інтернеті, так і в музиці. Він любив відрізнятися від інших кантауторів, не гребуючи при цьому виконувати твори інших авторів, і пишучі чудові композиції для численних виконавців.
У 60-ті та 70-ті роки, в той час коли найпомітніші кантауторі, як його друзі Де Андре, Паолі і Тенко, «воювали» у різні способи за лівих, Лауці обирає собі помірковано консервативну Ліберальну партію PLI (Partito Liberale) і повністю віддається її діяльності. У пісні «Ідуть китайці» (Arrivano i Cinesi) (1969) він іронізує над Мао Дзедуном. У 1977 пише "Io canterò politico, " — пісня-звинувачення проти кантауторів лівого спрямування; критикою визначена як «наймайстерніша, але жахлива» («intelligentissima ma tremenda»); вона була висунена на здобуття Премії Тенко. Це акредитувало його як артиста, що завжди поза хором і має гордість. Не раз він наближувався до інших партій, які не були популярні між музикантами, тобто до республіканців, радикалів та центристів, був прихильником вільної торгівлі і впевненим демократом. Проте, Лауці був вільною людиною, і нерідко з гострою іронією коментував факти, що стосувались цих партій, демонструючи цим свою автономність. Єдиним офіційним опікуванням Лауці, після того, як його вразила хвороба, був громадянський обов'язок підтримки Італійської Асоціації Паркінсонізму «Associazione Italiana Parkinson».

## Автор та виконавець
Як авторові, Бруно Лауці належать незабутні твори, надусім для жіночих голосів. Він пише для Міа Мартіні (Mia Martini) «Donna sola», «Piccolo uomo» (потім виконана самим Лауці), «Neve bianca», «Per amarti», «Almeno tu nell'universo»; для Орнелли Ваноні (Ornella Vanoni) «Alibi» та «La casa nel campo»; для Марчелли Белли (Marcella Bella) «Più soffia il vento» та «Verde smeraldo»; для Анни Ідентічі (Anna Identici) «Una rosa da Vienna» (Фестиваль Санремо 1966); для Міни (Mina) «Radio», «Mi fai sentire così strana», «Racconto», «Devo dirti addio»; для Оріетти Берті (Orietta Berti) «La barca non va più» (Санремо 1981).
Однак не бракує у нього і творів для чоловіків: Міно Реітано (Mino Reitano) «Cento colpi alla tua porta», Піно Донадджо (Pino Donaggio) «La voglia di vivere», І Номаді (I Nomadi) «So che mi perdonerai», П'єро Фокачча (Piero Focaccia) «Permette signora», Мікеле (Michele)"Ti giuro che ti amo".
Інший аспект діяльності Лауці як автора — адаптація до італійських умов іноземних композицій: «L'appuntamento» та «Dettagli», написані Роберто Карлосом (Roberto Carlos), принесли успіх в Італії через виконання Орнеллою Ваноні; „Quanto t'amo“ Джонні Холідея (Johnny Halliday); «Lo straniero» і багато інших пісень Жоржа Мустакі (Georges Moustaki); «Champs Elysées» Джо Дассена; «Il mondo è grigio», «Il mondo è blu» Еріка Шардена (Eric Charden); десять пісень Пола Саймона (Paul Simon), що всі містяться у єдиному альбомі 1974 року.
Бруно Лауці не цурається виконувати і твори інших кантауторів. Окрім згаданих пісень Могола та Баттісті, у 1974 він записує «Onda su onda» Паоло Конте (Paolo Conte), яка має успіх на радіостанціях. Згодом додаються «Genova per noi» Конте, «Angeli» Лучо Далла (Lucio Dalla), «Naviganti» Івано Фоссаті (Ivano Fossati), «Molecole» Маріо Лавецціі (Mario Lavezzi).
1989 — рік найбільшого успіху в авторскій кар'єрі Лауці: «Almeno tu nell'universo»,	написана у парі з Мауріціо Фабріціо (Maurizio Fabrizio) і виконана Міа Мартіні, отримує премію критики на Фестивалі Санремо і стає класикою італійської пісні
Поміж інших найвідоміших його творів, чільне місце посідають пісні, що адресовані дітям: «Черепаха» («La tartaruga») та «Johnny Bassotto» (виконана Ліно Тоффоло), «Cicciottella» написана для Лоретти Годджі (Loretta Goggi), у 1977 «La buona volontà» для 20º Дзеккіно д'Оро (Zecchino d'Oro) і у 2002 «La gallina brasiliana», на музику Ріккардо Дзари (Riccardo Zara) для 45º Дзеккіно д'Оро.
У 2002 році пише для Міни дуже красиву «Certe cose si fanno», яка увійшла до альбому кремонтських співаків під назвою «Отрута» (Veleno).
У дев'яності Лауці, кар'єра котрого розгорталась переважно отдалік великих міст, у яких пройшло його дитинство та юність, повертається до Генуї та починає співпрацю з Буйо Песто (I Buio Pesto), з якими пише «Meno ma» («Meno male») і записує власну пісню «O Frigideiro» для першого альбому групи. Разом з ними він дає концерт у Лаваньї (Lavagna) і у 2005 бере участь у створенні сценарію та фільмування «Invaxön — Alieni in Liguria».
У 2006 році пише останню свою роботу — пісню для Віоли Валентіно (Viola Valentino) під назвою «Барбітурати у чаї» (Barbiturici nel thè).

## Дискографія

### 33 оберти
- 1965 Lauzi al cabaret
- 1965 Ti ruberò
- 1966 Kabaret n. 2
- 1967 I miei giorni
- 1968 Cara
- 1970 Bruno Lauzi
- 1971 Amore caro amore bello (album podwójny)
- 1972 Il teatro di Bruno Lauzi
- 1973 Simon
- 1974 Lauzi oggi
- 1975 L'amore sempre
- 1975 Quella gente là
- 1975 Genova per noi
- 1976 Johnny Bassotto, la tartaruga...ed altre storie
- 1977 Persone
- 1978 Alla grande
- 1981 Amici miei (kompilacja, 4 piosenki)
- 1982 Palla al centro
- 1985 Piccolo grande uomo
- 1985 Back to jazz
- 1987 Ora!
- 1988 La musica del mondo
- 1989 Inventario latino
- 1992 Il dorso della balena

### CD
- 1994 - 10 Belle canzoni d'amore (10 прекрасних пісень про кохання) (збірка)
- 1995 - Una vita in musica (Життя в музиці) (збірка)
- Pagine
- 1996 - Johnny Bassotto e i suoi amici (Джонні Бассотто та його друзі)
- 2001 - Omaggio alla città di Genova (Шана місту Генуї)
- 2003 - Il manuale del piccolo esploratore
- 2003 - Nostaljazz
- 2004 - Tra cielo e mare:la Liguria dei poeti (Між небом та морем: Лігурія поетів)
- 2006 - Ciocco Latino
- 2006 - Le mie canzoni[it] (Мої пісні) (3 CD), triplo CD antologico
- 2012 - Umberto Bindi, Sergio Endrigo, Bruno Lauzi e Gino Paoli – L’unica volta insieme, CD (Halidon)

## Літературні твори
Численні літературні твори Бруно Лауці не набули такої популярності й навіть відомості, як його музичні праці.

### Поезії
- I mari interni (Внутрішні моря) видавець Crocetti 1994
- Riapprodi (Перепритики) видавець  Rangoni 1994
- Versi facili (Легкі вірші) видавець  marittime 1999 (збірка з двох попередніх праць)
- Esercizi di sguardo (Вправи погляду) видавець marittime 2002
- Agli immobili cieli (В нерухомі небеса) (2010, посмертна публікація невиданих поезій

### Проза
- Il caso del pompelmo levigato (Казус полірованого грейпфрута) видавець Bompiani 2005
- Tanto domani mi sveglio. Autobiografia in controcanto (Завтра я прокинусь. Автобіографія на другий голос) видавець Gammarò 2006 ISBN 88-95010-10-8

## Зовнішні посилання
- офіційний сайт [Архівовано 3 березня 2016 у Wayback Machine.]